# Jean de La Bruyère
Jean de La Bruyère (París, 16 de agosto de 1645-Versalles, 10 de mayo de 1696) fue un filósofo, escritor y moralista francés, destacado por su sátira.
La Bruyère se hizo célebre con una sola obra: Les Caracteres ou les Moeurs de ce siècle (1688). Compuesta por un conjunto de piezas literarias breves, constituye una crónica esencial del espíritu del siglo XVII.
La Bruyère fue uno de los primeros escritores en servirse del estilo literario, desarrollando una frase rimada en la cual los efectos de ruptura son preponderantes. Este estilo invita a la lectura del texto en voz alta, otorgando a esta actividad un estatus de juicio moral. Muchos escritores siguieron el camino estilístico iniciado por La Bruyère: Marivaux, Balzac y Proust, pasando por André Gide.

## Biografía

### Juventud
Durante mucho tiempo se creyó que La Bruyère había nacido en una ciudad cercana a Dourdan, hasta que se encontró su acta de bautismo, que recoge que fue bautizado el 17 de agosto de 1645 en la iglesia de Saint-Christophe-en-la Cité, en la Isla de la Cité. Fue el hijo mayor de Louis de La Bruyère, burgués de París y controlador general de las rentas del Ayuntamiento, y de Elisabeth Hamonyn. Su tatarabuelo paterno, Jean de La Bruyère, farmacéutico de la calle Saint-Denis, y su bisabuelo, Mathias de La Bruyère, lugarteniente civil de la prefectura y vizconde de París, tuvieron en el siglo XVI gran preponderancia en la Santa Liga de París. Fue alumno de la Congregación del Oratorio de San Felipe Neri parisina y, a los veinte años, se licenció en Derecho por la Universidad de Orleans. Regresó a París con su familia, la cual atravesaba por una difícil situación económica, y se inscribió en el Colegio de Abogados. En 1673 aceptó el cargo de tesorero general de Francia en la oficina  financiera de la generalidad de Caen, por el que percibía unas 12.350 libras anuales y que le confería un cierto ennoblecimiento; se fue a Normandía a fin de instalarse, pero, una vez cumplidas las formalidades, regresó a París y no volvió a aparecer por Caen. Vendió su puesto en 1686. Desde el 15 de agosto de 1684 fue uno de los preceptores del joven duque de Borbón, nieto del Gran Condé. Este empleo, en el que sucedió al abad Olivet, le fue concedido por recomendación de Jacques Bénigne Bossuet, "quien proporcionaba normalmente a los príncipes —según Fontenelle— personas de mérito en las letras que ellos necesitaban". No se sabe cómo La Bruyère conoció a Bossuet.

## Preceptor del duque de Borbón
El joven duque de Borbón, de 16 años, había terminado su segundo año de filosofía en un colegio de Clermont dirigido por los jesuitas. Con dos de ellos, los padres Alleaume y Rosel, y con el matemático Sauveur, La Bruyère compartió el encargo de completar la educación del duque; le enseñaba historia, geografía y las instituciones francesas. Condé seguía de cerca los estudios de su nieto, y La Bruyère, al igual que los otros profesores, tenía que presentarle el programa de sus estudios, así como los progresos del joven, que no era precisamente un buen alumno. El 24 de julio de 1685, el duque de Borbón se casó con Mme. de Nantes, hija de Luis XIV y de Françoise de Montespan que tenía, por entonces, once años y diez meses; La Bruyère se encargó de educar a ambos. El 11 de diciembre de 1686 murió Condé en Fontainebleau y la educación del duque de Borbón se dio por terminada. Sin embargo, La Bruyère permaneció en la casa Condé en calidad de gentilhombre del duque, o literato, sucediendo al abad Oliver, con mil escudos de pensión. Estas ocupaciones, realmente vagas, le permitían a La Bruyère trabajar a su aire, facilitándole, a su vez, observar el comportamiento de los nobles y los cortesanos, de los que haría mordaces semblanzas. Pero también tenía que aguantar el carácter insoportable de las altezas a las que servía, y que Saint-Simon dibujó con negros colores: "Hijo desnaturalizado, cruel padre, marido terrible, amo detestable...", tal era, según las Memorias, Henri-Jules de Borbón, hijo del Gran Condé. En cuanto a su nieto, el alumno de La Bruyére, "su ferocidad era extrema y se demostraba a cada momento. Era, realmente, una mula que asustaba a todos, sus amigos nunca estaban seguros frente a él, tanto por los insultos terribles con que les imprecaba, como por las crueles burlas de las que eran objeto, componiendo coplas improvisadas que corrían de boca en boca sin poderse olvidar nunca". La Bruyére, hombre de carácter sociable, deseoso de complacerle, sufría constantemente al verse obligado a defender su propia dignidad. Evitaba las persecuciones de las que era objeto el pobre Santeul, pero se percibe la amargura del amor propio herido en los más duros párrafos de su capítulo dedicado a los Grandes.

## El éxito
La primera edición de los Caracteres apareció en marzo de 1688, con el título de Caracteres de Théophraste, traduits du grec, avec les caratères ou le moeurs de ce siècle. En París, editor Etienne Michallet, primer impresor del rey, calle Saint-Jacques, a Imagen Saint-Paul. M. DC. LXXXVIII. Con el privilegio de Su Majestad, in nº 12.
El nombre del autor no figura en ninguna edición publicada mientras vivió.
Aunque la primera edición contenía sobre todo comentarios y casi no hay retratos, su éxito fue inmediato, reeditándose dos veces en ese año sin que La Bruyère tuviera tiempo de ampliarla como deseaba. La cuarta edición, aparecida en 1689, contenía más de 350 semblanzas inéditas, la quinta edición (1690), más de 150; en la sexta (1691) y la séptima (1692) aparecieron cerca de ochenta semblanzas más; la octava (1693) se vio enriquecida con otras cuarenta y también incluyó el discurso de su presentación en la Academia francesa. La novena edición, corregida y revisada por La Bruyére (1696), aparecida pocos días después de su fallecimiento, fue la única que no incluyó nada inédito. La venta de sus libros enriqueció notablemente a La Bruyére, que quiso dotar con el producto de los mismos a la hija de su editor (según algunos, la dote fue de unos 100.000 francos; según otros, el doble o el triple).

## La Bruyère en la Academia
La Bruyère se presentó a la Academia francesa en 1691, pero fue elegido Pavillon. Dos años más tarde, el 14 de mayo de 1693, se volvió a presentar y resultó elegido, sustituyendo al abad de La Chambre. Fue encomiásticamente recomendado por el controlador general Pontchartrain. Su discurso de presentación, pronunciado el 15 de junio, causó un profundo revuelo. Fue atacado violentamente por el periódico Mercure Galant, del que La Bruyére había dicho: "inmediatamente detrás de nada", y cuyos principales redactores, Thomas Corneille y Fontenelle, no le habían perdonado el elogio que, en su discurso, hizo de los líderes del partido de los Ancianos (Bossuet, Boileau, Fontaine) y, sobre todo, el haber exaltado a Racine en demérito de Corneille. La Bruyère contestó al artículo del Mercure con el prefacio de su discurso y se tomó la revancha publicando, en la octava edición de su libro, la caracterización de Cydias, en la que todo el mundo pudo reconocer a Fontenelle.

## El fin de su vida
La Bruyère consagró sus últimos años a la preparación de una nueva obra: Dialogues sur le Quiétisme, idea que le había suscitado sus frecuentes charlas con Bossuet y que dejó inacabada. Esta obra fue publicada después de su muerte 1699 por el abad del Pin, doctor en la Sorbona, quien la completó con los siete diálogos encontrados entre los papeles de La Bruyère y con dos más de su propia cosecha. Es probable que no se tomase la molestia de modificar los siete diálogos, pero, con estas reservas, la autenticidad de estos Diálogos, no admitida por Walckenaër, es segura para el último editor de La Bruyère, M.G. Servois. Si a todo ello se suman veinte cartas de La Bruyère, de la que diecisiete están dirigidas al príncipe de Condé, la lista de las obras completas de La Bruyère queda concluida.
La Bruyère murió en Versalles la noche del 10 al 11 de mayo de 1696, de un ataque de apoplejía. Antoine Bossuet, hermano del obispo de Meaux, relata lo ocurrido aquella noche: "Cené con él el martes 8, estaba contento y su aspecto era inmejorable. El miércoles y el jueves los dedicamos a pasear y realizar diversas visitas hasta las nueve de la noche, sin ninguna premonición; cenó con ganas y, de pronto, perdió el habla y su boca se torció. Los señores Félix y Fagon, toda la medicina de la corte, acudieron en su ayuda. Nada pudo hacerse… Él me había leído dos días antes los Diálogos que había escrito acerca del quietismo, que no eran, para nada, una imitación de las Lettres Provinciales (él siempre fue original), sino diálogos a su manera. Es una gran pérdida para todos nosotros que lamentamos profundamente". Bossuet, por su parte, escribió el 28 de mayo: "Toda la corte lamenta esta pérdida, y el Príncipe más que nadie". Saint-Simon se refirió así a su fallecimiento: "El público ha perdido muy pronto a un hombre ilustre, tanto por su espíritu como por su estilo, y por el profundo conocimiento que tenía de los hombres: tengo que deciros que La Bruyére murió de apoplejía en Versalles, tras haber superado a Théophastre con sus escritos y haber hecho la semblanza de las gentes de nuestro tiempo y de sus nuevas costumbres de una manera inimitable. Fue un hombre honesto, buen amigo, sencillo, en absoluto pedante y muy desinteresado. Yo lo conocí profundamente y lamento tanto su pérdida porque, dada su edad y su salud, cabía esperar grandes obras de él".
La Bruyère murió célibe y pobre. Su muerte, "tan temprana, tan sorprendente", según las palabras de su sucesor en la Academia, el abad Claude Fleury, dio pie a rumores sobre un posible envenenamiento por alguien mencionado en sus Caracteres. Fue enterrado en Versalles el 12 de mayo, en la antigua iglesia de Saint-Julien, demolida en 1797.
De él se dijo que "su humor agrio fue admirablemente utilizado por un estilo incisivo, áspero, nervioso, audaz hasta extremos insospechados. Sus frases cortas, bruscas, entrecortadas, se anticiparon al siglo XVIII; el realismo de la expresión, la crudeza de ciertos pasajes, la tendencia a dibujar el exterior, las actitudes de los personajes, son más propios de la literatura del siglo XIX. Hay un hecho que lo distingue de sus contemporáneos: fue el primer escritor para quien el estilo tenía un valor propio, independientemente del contenido de la obra. Fue el primero en mencionar los estilos".